# خرزة محيطية الأوراق
الخرزة محيطية الأوراق أو مليح أو رطريط أو بلبال أو ثليث (باللاتينية: Halopeplis perfoliata) نوع نباتي يتبع جنس الخرزة من الفصيلة القطيفية.

## الموئل والانتشار
موطنها بلاد الشام ومصر.

## مرادفات للاسم العلمي[4]
- (باللاتينية: Halocnemum strobilaceum (Pall.) M.Bieb.)
- (باللاتينية: Salicornia perfoliata Forssk.)
- (باللاتينية: Halocnemum cruciatum Baill.)
- وعدة أسماء أخرى